# Оливара (Авелино)
Оливара је насеље у Италији у округу Авелино, региону Кампанија.
Према процени из 2011. у насељу је живело 56 становника. Насеље се налази на надморској висини од 276 м.